# Giant Drag
Giant Drag est un groupe américain de rock indépendant, originaire de Los Angeles, Californie. Il est formé en 2003 par la chanteuse et guitariste Annie Hardy et le batteur Micah Calabrese (qui a annoncé le 5 décembre 2006 qu’il quittait le groupe). Le premier album du groupe, l'EP Lemona, est publié en 2004. Leur premier album studio, Hearts and Unicorns, suit l'année suivante. Le Swan Song EP est publié en 2010. Leur deuxième album, Waking Up is Hard to Do, est publié en 2013.
Le genre musical du groupe est décrit comme post-grunge, et comparé à des groupes tels que My Bloody Valentine, The Breeders ou PJ Harvey, bien que les membres du groupe ne soient pas toujours d’accord avec ces comparaisons. Selon Annie Hardy, ces comparaisons viendraient du press pack du groupe qui fait les mêmes comparaisons.

## Historique
Giant Drag a joué en concert avec The Jesus and Mary Chain, Scissor Sisters, Pretty Girls Make Graves, Nine Black Alps, The Lemonheads et The Cribs. Ils ont aussi joué le Coachella Valley Music and Arts Festival en 2006. Annie Hardy participe à la chanson Pink Cellphone, issue de l'album des Deftones Saturday Night Wrist. En décembre 2008, NME annonce qu'elle souffre d'un problème musculaire appelé fibromyalgie. D'après le College News, sa condition est plus tard référencée dans la chanson Fibromyalgia de Paul Avion.
En janvier 2010, Paul Avion choisit Kevin is Gay pour une série d'articles sur l'Afrique pour SPIN Earth,. Le Swan Song EP est publié le 16 février 2010,. En décembre 2010, le page Twitter de Hardy mentionne un nouvel album sans date de sortie. Le 9 février 2012, Giant Drag publie une version alternative de la chanson Drugs sur Bandcamp et une chanson intitulée Firestorm. Le 14 février 2012, le groupe annonce la sortie prochaine de « twosies », des enregistrements à mi-chemin entre single et EP. Le 6 mars 2012, un nouveau twosie, Hearts and Unicorns Outtakes and Unreleased Rarity, est publié. Le 13 février 2013, ils sont cités dans la liste des « groupes les plus lâchement oubliés des années 2000 » établie par le NME.

## Discographie
- 2003 : Lemona (Wichita Recordings)
- 2005 : Hearts and Unicorns (Kickball Records)
- 2010 : Swan Song (EP) (Roar Scratch)
- 2013 : Shredding Leeds Live in England (Full Psycho Records)
- 2016 : Waking Up is Hard to Do

## Vidéographie
- This Isn't It (réalisé par G.J. Echternkamp)
- Kevin Is Gay (réalisé par G.J. Echternkamp)
- Stuff to Live For (réalisé par G.J. Echternkamp)
- Do It (réalisé par Lance Arnao lavisuals.com)
- 90210 (réalisé par Annie Hardy)
- Garbage Heart (réalisé par Annie Hardy et Amos Memon)
- Sobriety Is A Sobering Experience (réalisé par Annie Hardy et Jana Jordan)
- We Like the Weather (réalisé par Colin Maccubbin)
- Won't Come Around (réalisé par Annie Hardy et Colin Maccubbin)